# Żanna
Żanna – imię żeńskie, powstałe najprawdopodobniej pod wpływem rosyjskim, przez fonetyczne zapisanie francuskiej wersji imienia Joanna, czyli Jeanne. 
Żanna imieniny obchodzi 4 lutego, 30 maja, 17 sierpnia, 27 grudnia.

## Osoby o imieniu Żanna
- Żanna Biczewska – rosyjska piosenkarka
- Żanna Friske – rosyjska aktorka
- Żanna Jorkina – inżynier, major lotnictwa, radziecka kosmonautka
- Żanna Kormanowa – polska historyk
- Żanna Pintusewicz-Block (ur. 1972) – ukraińska lekkoatletka
- Žanna Kulakova – łotewska samorządowiec